# Ангистрион
Ангистрио́н (греч. Αγκίστριον ή Αγκίστρι) — один из Саронических островов, расположен у берегов полуострова Пелопоннес, вблизи острова Эгина. Площадь острова составляет 11,732 квадратного километра. Наивысшая точка — гора Кондари высотой 294 м над уровнем моря. Население насчитывает 1142 жителя по переписи 2011 года, которые проживают в 3 посёлках.
В античной географии был известен как Кекрифалея (др.-греч. Κεκρυφάλεια, лат. Cecryphalea). Упоминался в связи с морским сражением между Афинами и Эгиной в 458 году до н. э.

## Община Ангистрион
Община Ангистрион (Δήμος Αγκιστρίου) входит в периферийную единицу Острова в периферии Аттика. Население общины — 1142 жителя по переписи 2011 года. Площадь общины — 13,367 квадратного километра. Плотность — 85,43 человека на квадратный километр. Административный центр — Мегалохори. Димархом общины с 2007 года является Иоанис Атанасиу (Ιωάννης Αθανασίου).
Община была создана в 1835 году, в 1899 году включена в епархию Аттику. Община оставалась неизменной до административной реформы 1912 года, когда крупные общины (димы) были заменены более мелкими сообществами. В 2010 году по программе «Калликратис» сообщество Ангистрион было признано как община (дим).
Община (дим) Ангистрион включает 3 населённых пункта:
| Населённый пункт | Население (2011), человек |
| ---------------- | ------------------------- |
| Лименария        | 128                       |
| Мегалохори       | 566                       |
| Скала            | 448                       |

## Население
| Год  | Население, человек |
| ---- | ------------------ |
| 1991 | 755                |
| 2001 | 886                |
| 2011 | ↗ 1142             |